# Catfishing
Catfishing é um tipo de atividade enganosa onde uma pessoa cria um Sockpuppet, ou identidade falsa, em uma conta de rede social, para busca de atenção, bullying ou como um golpe de romance.
Um "catfish" é alguém que finge ser uma outra pessoa, usando fotos de perfil falso, nomes e muitas vezes se passam por pessoas de outro sexo para extorquir dinheiro de seus alvos.
Embora seja uma prática antiga, esse golpe ganhou mais atenção da mídia por conta do programa de televisão Catfish: A Série.
Pessoas famosas já foram vitimas deste golpe, como os astros da NBA Chris Andersen e Ray Allen.
Existem várias maneiras pelas quais uma pessoa podem identificar um catfisher. Se uma pessoa aleatória começar a seguir ou enviar mensagens a um usuário e a foto do perfil da pessoa parecer falsa ou boa demais para ser verdade, a pessoa pode estar praticando catfishing. Se a pessoa que está enviando mensagens não quiser bater papo por vídeo ou continuar encontrando desculpas para não se encontrar, ela também pode ser uma catfisher.